# Batalla de la isla Valcour
La Batalla naval de isla Valcour, también conocida como Batalla de bahía Valcour, ocurrió el 11 de octubre de 1776 en el lago Champlain. La acción bélica tuvo lugar en la bahía Valcour, un estrecho ubicado entre el territorio de Nueva York y la isla Valcour.  El enfrentamiento es considerado una de las primeras batallas navales de la Guerra Revolucionaria Estadounidense, y una de las primeras combatidas por la Armada de los Estados Unidos, en ese entonces organizado como el Ejército Continental. Durante la batalla la mayoría de los barcos de la flota colonial revolucionaria, bajo la orden del general Benedict Arnold, fueron capturados o destruidos por las fuerzas británicas, bajo el comando del general Guy Carleton.  Aun así, la defensa que hicieron las tropas continentales del lago Champlain frenó los planes británicos de alcanzar el valle superior del río Hudson.
El Ejército Continental, formado tras el estallido de la guerra de Independencia de los Estados Unidos por las trece colonias, había retrocedido desde Quebec hacia el fuerte Ticonderoga y el fuerte Crown Point en junio de 1776, luego de un refuerzo masivo de las tropas británicas. Las fuerzas continentales ocuparon el verano de 1776 en reforzar aquellos fuertes y en construir barcos adicionales para acrecentar la pequeña flota que existía ya en el lago. Por otro lado, el general británico, Guy Carleton, contaba con un ejército de nueve mil hombres establecidos en el fuerte Saint-Jean, para el que necesitaba una flota que lo transportara a través del lago.  Las tropas continentales, durante su retirada, habían tomado o destruido la mayoría de los barcos que se encontraban en el lago.  A inicios del mes de octubre de 1776 la flota británica, que superaba significativamente las fuerzas adversarias, estaba lista para zarpar.
El 11 de octubre el general Arnold atrajo a la flota británica hacia una posición cuidadosamente escogida para limitar sus ventajas.  En la batalla que siguió, muchos de los barcos de las fuerzas continentales fueron dañados o destruidos. Esa noche el general Arnold retiró sigilosamente su flota del alcance de las tropas enemigas, dando inicio a una retirada hacia los fuertes de Crown Point y Ticonderoga. Un clima desfavorable dificultó la retirada de las mermadas fuerzas continentales, provocando que otras tantas embarcaciones fueran capturadas, hundidas o quemadas antes de llegar al fuerte de Crown Point.  Al llegar a la fortificación de Crown Point el general Arnold ordenó incendiar el fuerte y avanzó hacia Ticonderoga.
La flota británica incluía cuatro oficiales que más tarde ascenderían a almirantes en la Real Marina Británica: Thomas Pringle, James Dacres, Edward Pellew y John SchankLa Bahía Valcour, el sitio de la batalla, es ahora un Hito Histórico Nacional, así como la embarcación USS Philadelphia, la cual se hundió poco después de la batalla del 11 de octubre y fue recuperada por el arqueólogo aficionado Lorenzo Hagglund en 1935.  El sitio submarino del cañonero USS Spitfire, embarcación usada en la batalla, fue localizado en 1997 y se encuentra en el Registro Nacional de Sitios Históricos.

## Antecedentes

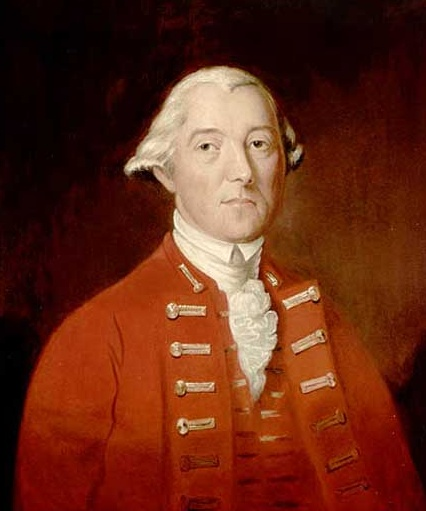
Gobernador de Quebec, general Guy Carleton

La Guerra Revolucionaria Estadounidense, la cual comenzó en abril de 1775 con las Batallas de Lexington y Concordia, se extendió en septiembre de ese mismo año cuándo el Ejército Continental se embarcó en una invasión a la provincia británica de Quebec. Dicha provincia, que en esa época se encontraba ligeramente protegida, fue considerada por el Segundo Congreso Continental como una vía potencial desde la que fuerzas británicas atacarían para dividir a las colonias rebeldes . El 31 de diciembre de 1775 la invasión, conocida como la batalla de Quebec, tuvo un término desastroso para las fuerzas continentales. En la primavera de 1776 diez mil tropas británicas y alemanas arribaron a Quebec. El general Guy Carleton, gobernador de la provincia, condujo al Ejército Continental fuera de Quebec, de vuelta al Fuerte Ticonderoga.
El general Carleton emprendió una ofensiva con el fin de avanzar hacia el Río Husdon, cuya área navegable comienza al sur del Lago Champlain y se extiende bajando la Ciudad de Nueva York. El control de la sección superior del río Hudson posibilitaría a las fuerzas británicas unir sus fuerzas de Quebec con aquellas en Nueva York, recientemente capturadas en la campaña de Nueva York por el General William Howe. Esta acción estratégica separaría a la colonia revolucionaria de Nueva Inglaterra de aquellas ubicadas al sur y potencialmente disolvería la rebelión.

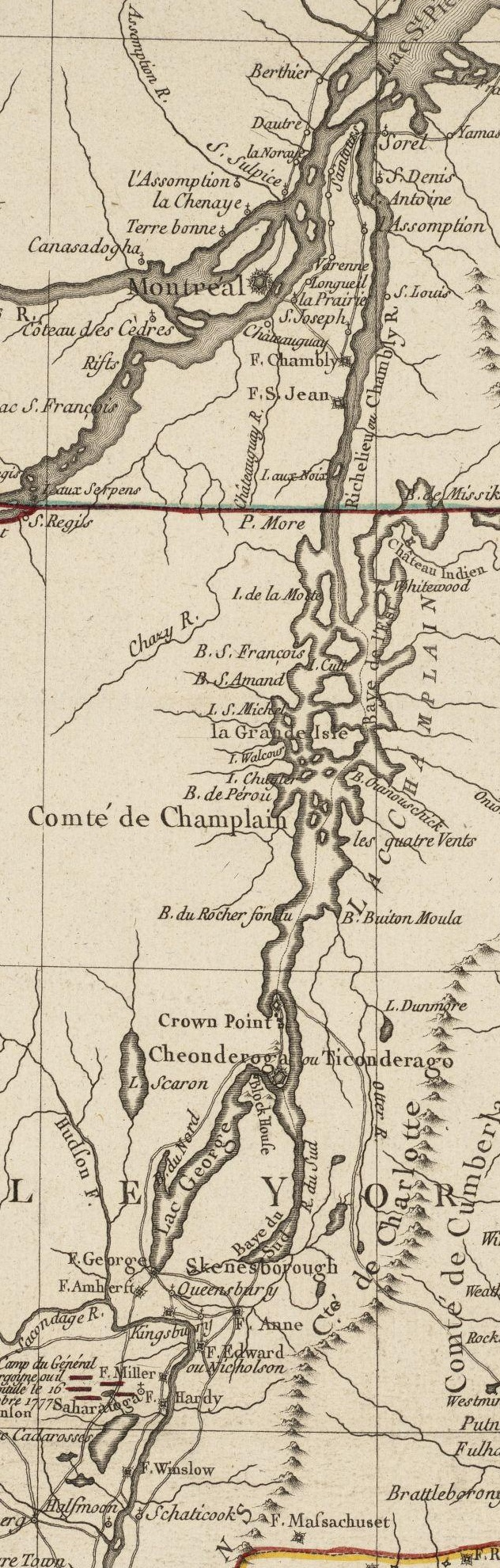
Detalle de un mapa francés de 1777 en el que se muestra el lago Champlain. La isla Valcour se encuentra abajo y a la izquierda de la Grande Isle.

Los baluartes estadounidenses, el fuerte Crown Point tanto el fuerte Ticonderoga, ubicados cerca del extremo sur del lago, protegían el acceso a los altos canales navegables del río Hudson. Acabar con estas defensas requería del transporte de tropas y suministros desde el Río St. Lawrence, que se encontraba bajo control británico, a noventa millas (150 km) al norte. La falta de carreteras y lo infranqueable de las existentes hacían del transporte naval sobre el lago la única opción viable. Las únicas naves en el lago, luego de la retirada de las fuerzas del Ejército Continental de Quebec, eran una flota pequeña de embarcaciones ligeramente armadas; las únicas que el general Bendedict Arnold había preparado después de la captura del Fuerte Ticonderoga, en mayo de 1775. Flotilla que, incluso de haber estado en manos británicas, era demasiado pequeña para transportar al numeroso Ejército británico al fuerte Ticonderoga.

## Preludio
Durante la retirada de Quebec las fuerzas continentales tomaron o destruyeron cada nave sobre el lago Champlain que pudiera resultar útil a los británicos. Cuando el general Arnold y sus tropas, protegiendo la retaguardia del ejército, abandonaron el fuerte Sant-Jean,  quemaron o hundieron las barcas que no podían utilizar y prendieron fuego a la serrería y al fuerte. Estas acciones negaron eficazmente a los británicos cualquier esperanza de moverse inmediatamente hacia el lago.
Ambas facciones se dedicaron a construir sus flotas: los británicos en el fuerte Saint Jean y las fuerzas continentales al otro extremo del lago, en Skenesborough (actualmente Whitehall, Nueva York). Al planear la defensa de Quebec en 1775, el general Carleton había anticipado el problema de transporte sobre el lago Champlain y había solicitado el aprovisionamiento de naves prefabricadas desde Europa. Para el momento en el que el ejército del general Carleton alcanzó el fuerte de Saint-Jean habían llegado diez de las naves solicitadas. Estas embarcaciones, y algunas más, fueron ensambladas por hábiles carpinteros en el alto río Richelieu. Ahí también fue ensamblado el 'Buque de Su Majestad' (HMS) Inflexible, un buque de guerra de ciento ochenta toneladas que fue desensamblado en la Ciudad de Quebec y transportado en piezas río arriba. En suma, la flota británica (veinticinco buques armados) juntaban más potencia de fuego que las quince naves de las fuerzas revolucionarias; con más de ochenta cañones que sobrepasaban a los setenta y cuatro pequeños cañones continentales. Dos de los buques bajo el comando del general Carleton, el Inflexible (de dieciocho cañones de 12 libras) y el HMS Thunderer (de seis cañones de 24 libras y dos obúes), bastaban para superar el poder de fuego de toda la Armada Continental. Además del Inflexible y el Thunderer, la flotilla incluía las goletas María (con catorce cañones), la Carleton (doce cañones) y la Loyal Convert (seis cañones), junto con veinte buques de un solo mástil cada uno armado con dos cañones.
Los oficiales del Ejército Continental a cargo de la construcción de las embarcaciones se encontraron con distintas vicisitudes. La construcción naval no era una ocupación común en el relativamente salvaje territorio al norte de Nueva York, además la Marina Continental tuvo que pagar tarifas extremadamente elevadas para atraer a carpinteros de ribera hábiles fuera de la costa. Los carpinteros contratados para construir los botes en el lago Champlain fueron los empleados mejor pagados de la marina, exceptuando al comodoro Esek Hopkins. Al terminar julio había más de doscientos carpinteros de ribera en Skenesborough. Además de fuerza de trabajo, las provisiones y materiales específicos de uso marítimo debían ser traídos a Skenesborough, donde las embarcaciones eran construidas, o bien al fuerte Ticonderoga, donde se encontraban listas para su uso.
La construcción de las embarcaciones en Skenesborough fue supervisada por Hermanus Schuyler (posible pariente del general Philip Schuyler), mientras que la administración del equipamiento estaba a cargo del ingeniero militar Jeduthan Baldwin. Schuyler comenzó en abril los trabajos para producir barcos más grandes y más apropiados para el combate que los pequeños y llanos botes que fueron usados para transportarse a través del lago. En el proceso en algún momento se vieron involucrados el general Arnold, un experimentado capitán de barco, y David Waterbury, un líder de la milicia de Connnecticut con experiencia marítima. El mayor general Horatio Gates, a cargo por entero de la construcción de las embarcaciones, llegó a solicitar del general Arnold que tomara más responsabilidad en el esfuerzo, ya que estaba «completamente desinformado en asuntos marítimos».
El general Arnold tomó la tarea con entusiasmo, lo que el general Gates recompensó al otorgarle el comando de la flota, escribiendo: «[el general Arnold] tiene un perfecto conocimiento de los asuntos marítimos, y es, además, un merecido y gallardo oficial». El nombramiento del general Arnold, no sucedió sin problema; Jacobus Wynkoop, quien había estado al mando de la flota, rehusó aceptar que el mayor general Gates tenía autoridad sobre él, de forma que fue arrestado. La construcción de las naves se alentó significativamente a mitad de agosto a causa de un brote contagioso entre los constructores. A pesar de que el comandante había sido escrupuloso para contener a los contagiados de viruela segregados de los demás, la enfermedad consiguió propagarse.
Mientras ambos bandos se ocuparon en construir las embarcaciones, la creciente flota continental patrullaba también las aguas del lago Champlain. En algún punto de agosto, el general Arnold se embarcó con parte de la flota al extremo norte del lago, adentrándose veinte millas (32 km) desde el fuerte Saint-Jean, e hizo ahí una formación de batalla. Un puesto de vigilancia británico, fuera de alcance, disparó unos cuantos tiros a la formación sin efecto alguno. El 30 de septiembre, cuando los británicos esperaban zarpar pronto, el general Arnold se retiró hacia el refugio de la isla Valcour. En sus patrullajes en el lago, el general Arnold había comandado la flota desde la goleta Royal Savage, llevando doce cañones y capitaneado por David Hawley. Cuando llegó la hora de la batalla, el general Arnold mudó su bandera a la USS Congress, una galera de remos. Otras embarcaciones en la flota incluían la USS Revenge y la USS Liberty (1775), goletas de dos mástiles armadas con ocho cañones, al igual que la USS Enterprise (1775), un balandro (de doce cañones), y ocho góndalos equipados como cañoneros (cada uno con tres cañones): el New Haven, el Providence, el Boston, el Spitfire, el Philadelphia, el Connecticut, el Jersey, el New York, el cúter Lee, y las galeras de remos Trumbull y la USS Washington (1776). 
El general Arnold, cuyos negocios antes de la guerra habían incluido navegar barcos con rumbo a Europa y a las Indias Occidentales, seleccionó cuidadosamente el sitio en el que quería encontrase con la flota británica. Recibió información confiable que indicaba que los británicos tenían una fuerza significativamente más poderosa que la suya. Debido a que las fuerzas continentales eran inferiores eligió el estrecho, un área rocosa de agua entre la costa del lago Champlain y la isla Valcour (cerca de lo que hoy es Plattsburgh, Nueva York), en donde la flota enemiga tendría dificultades para trasladar su más vigoroso poder de ataque, y en el que sus poco entrenados marineros representaran una desventaja menor. Algunos capitanes bajo el mando del general Arnold deseaban pelear en aguas abiertas donde tendrían la posibilidad de retirarse rumbo al fuerte de Crown Point, sin embargo Arnold argumentó que el principal propósito de la flota no era la supervivencia, sino retrasar el avance de las tropas inglesas hacia los fuertes de Crown Point y Ticonderoga hasta la primavera siguiente.

## Batalla

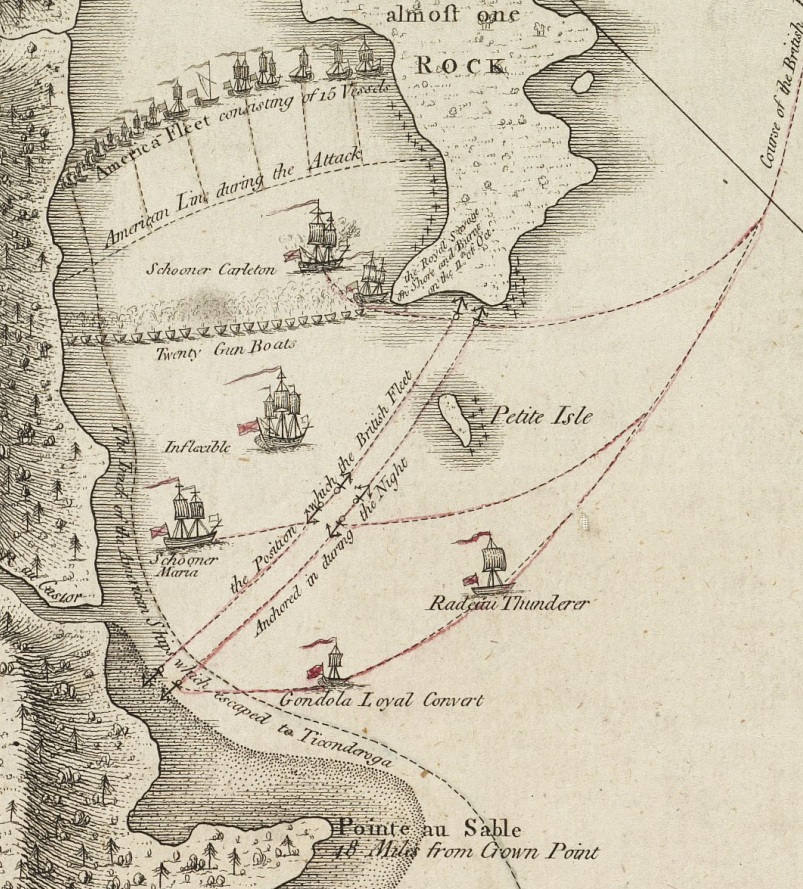
Detalle del mapa mostrado abajo, destacando la escena de la batalla.

La flota del General Carleton, bajo el comando del capitán Thomas Pringle, que incluía cincuenta naves de soporte sin armamento, zarpó hacia el lago Champlain el 9 de octubre. Avanzaron cautelosamente hacia el sur, en busca de señales de la flota del general Arnold. La noche del 10 de octubre, la flota ancló a quince millas (24 km) al norte de la posición del general Arnold, cuya posición les era todavía desconocida. Al día siguiente, continuaron navegando hacia el sur, ayudados por vientos favorables. Al pasar la punta norte de la isla Valcour, el general Arnold envió a la galera Congress y al Royal Savage con el propósito de atraer la atención de los británicos. Luego de un inconsecuente intercambio de fuego con los británicos, las dos embarcaciones intentaron regresar a la creciente línea de fuego del general Arnold. Sin embargo, el Royal Savage se vio incapaz de combatir los vientos en su contra, y encalló en la punta sur de la isla Valcour. Algunos de los cañoneros británicos se enjambraron hacia la embarcación estancada, mientras el capitán Hawley y sus hombres se apresuraron a abandonar la nave. Tropas del 'Buque de Su Majestad' (HMS) Loyal Convert le abordaron, capturando a veinte hombres en el proceso, sin embargo tuvieron que abandonar la embarcación puesto que se encontraron bajo el fuego intenso de las fuerzas revolucionarias. Varios de los documentos del general Arnold se perdieron con la destrucción del Royal Savage, que fue incendiado por las fuerzas británicas.

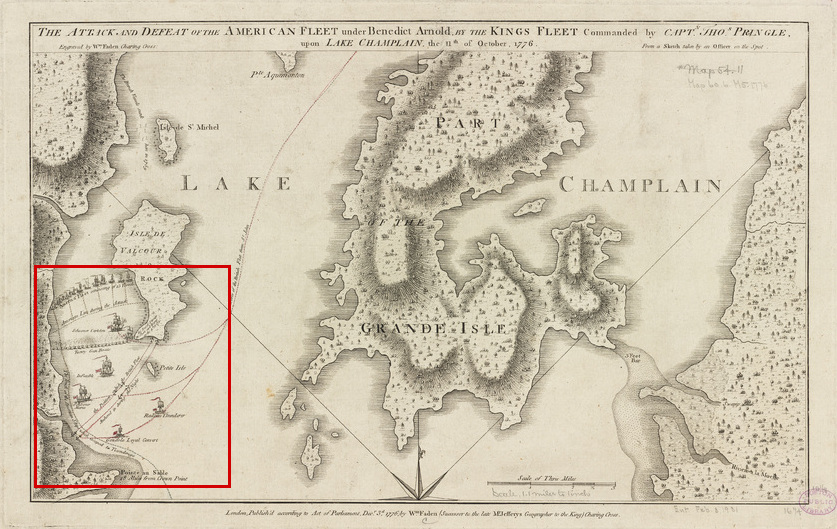
Mapa de la sección norte del lago Champlain de 1776; el detalle arriba mostrado está marcado en rojo.

Los cañoneros británicos y la goleta Carleton maniobraron dentro del rango de fuego de las tropas enemigas. Las embarcaciones Thunderer y (HMS) Maria no lograron enfilarse contra los vientos de forma que no participaron en la batalla, mientras el Inflexible finalmente consiguió acercarse al estrecho lo suficiente para tomar parte de la acción bélica. Cerca de las 12:30 p. m. la batalla arreció, con ambos bandos disparando a lo ancho de sus costados y cañoneando mutuamente, continuando las hostilidades hasta las 6:30 p. m.. La goleta Carleton, cuyas armas causaron estragos a las menos poderosas fuerzas continentales, se volvió un foco de atención. Al final un afortunado disparo rotó la alineación que mantenía su costado en posición y fue dañada seriamente antes de poder salir del rango de las fuerzas enemigas. Sus bajas fueron significativas; ocho hombres murieron y otros ocho fueron heridos. El joven Edward Pellew, quien se desempeñaba como guardia marino a bordo de la goleta Carleton, se distinguió por dirigir hábilmente la embarcación fuera de peligro cuando sus oficiales superiores, incluyendo al capitán, el teniente James Dacres, se encontraban heridos. Otro tiro afortunado de las fuerzas continentales acertó al polvorín de un cañonero británico haciéndole explotar.
Hacia el ocaso, el Inflexible finalmente se unió a la acción. Sus grandes cañones pronto silenciaron a la mayoría de la flota del general Arnold.  El oficial británico desembarcó aborígenes amerindios sobre la isla Valcour y la costa del lago, para negar así a las tropas continentales la posibilidad de retirarse hacia tierra.  Al caer la oscuridad la flota continental se retiró y la británica detuvo el ataque, en parte porque algunos botes se habían quedado sin munición. El lugarteniente James Hadden, al mando de uno de los cañoneros británicos, notó que "poco más un tercio flota británica" vio mucha acción aquel día.

## Retirada
Cuando el sol se puso el 11 de octubre la batalla había tomado un claro curso negativo para la fuerza naval continental. La mayoría de sus embarcaciones se encontraban dañadas o hundidas y las tripulaciones reportaban alrededor de cuarenta bajas. Por su parte los británicos reportaron cerca de cuarenta bajas en sus barcos. Consciente de que no podría vencer a la fuerza británica, el general Arnold decidió intentar cubrirse en el fuerte de Crown Point, alrededor de 35 millas (56 km) hacia el sur. Cubierto por la oscura y brumosa noche, la flota, con los remos recogidos y la mínima iluminación, se coló hacia la brecha de cerca de una milla (1.6 km) de ancho entre los barcos británicos y la costa oeste, donde acampaban los amerindios. Para la mañana habían alcanzado la isla Schuyler, a unas 8 millas (13 km) lago arriba. El general Carleton, molesto por la huida de las fuerzas continentales, envió inmediatamente a su flota alrededor de la isla Valcour a encontrarles. Al darse cuenta de que la flota continental no estaba ahí reagrupó su flota y mandó exploradores a encontrar al general Arnold.
Vientos adversos al igual que botes averiados y con fugas alentaron el avance de la flota continental. En la isla Schuyler las embarcaciones Providence y Jersey fueron hundidas o quemadas, al tiempo que se efectuaron improvisadas reparaciones a otras naves. El cúter Lee fue también abandonado en la costa oeste y finalmente fue tomada por los británicos. Cerca de las 2:00 p. m. la flota zarpó de nuevo, tratando de tomar curso contra los cruentos vientos, la lluvia y el aguanieve. Para la mañana siguiente los barcos se encontraban todavía a más de 20 millas (32 km) del fuerte Crown Point y los mástiles de la flota británica se avistaban en el horizonte. Cuando finalmente cambió la dirección del viento los británicos tuvieron una ventaja al principio. Se acercaron de nuevo abriendo fuego a las embarcaciones Congress y Washington, que estaban en la retaguardia de la flota continental. El general Arnold decidió al principio intentar varar los cañoneros más lentos en la zona rocosa de Split Rock, a 18 millas (29 km) del fuerte de Crown Point. El barco Washington, sin embargo, estaba demasiado dañado y era por lo tanto muy lento para lograrlo, por lo que se vio obligado a rendirse; ciento diez hombres fueron tomados prisioneros. 

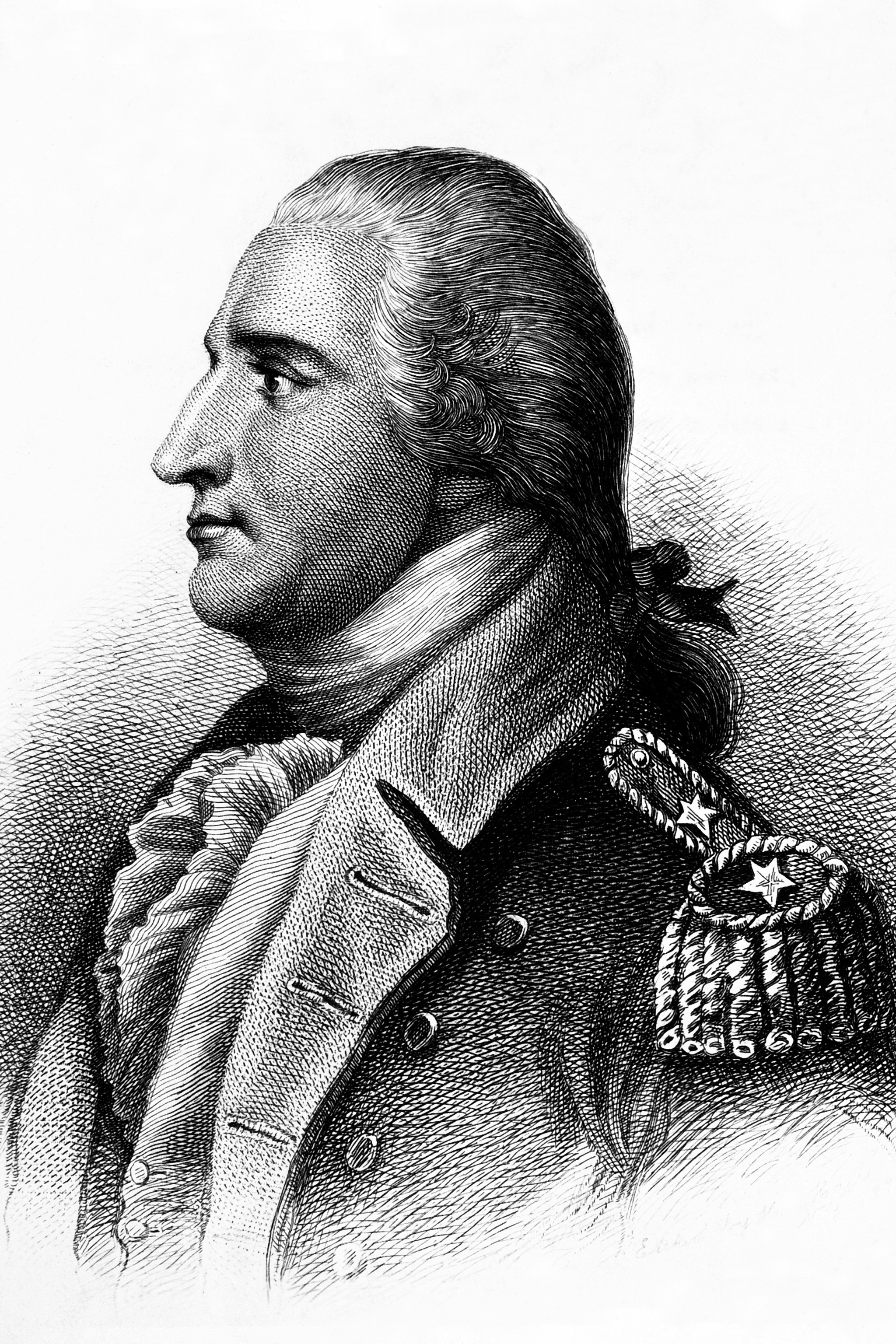
Benedict Arnold

El general Arnold guio a varias de las pequeñas embarcaciones restantes hacia una pequeña bahía en la costa de Vermont, ahora llamada Arnold's Bay, 2 millas al sur de Buttonmold Bay, donde las aguas no eran lo suficientemente profundas como para que las naves británicas les siguieran. Después aquellos botes fueron encallados, desvalijados e incendiados con sus banderas todavía ondeando. El general Arnold, quien fue el último hombre en desembarcar, incendió personlmente la bandera del Congress. La tripulación sobreviviente, que contaban unos doscientos hombres, tomaron su camino hacia el fuerte Crown Point, escapando apenas milagrosamente de una emboscada de los amerindios. Ahí se encontraron con las naves Trumbull, New York, Enterprise y el Revenge, que habían logrado escapar de la flota británica, al igual que el Liberty, que recién había llegado con provisiones desde el fuerte Ticoderoga.

## Secuelas
El general Arnold, convencido de que el fuerte Crown Point no era un punto de defensa viable contra las fuerzas británicas, lo destruyó y abandonó, trasladando a las fuerzas ahí estacionadas al fuerte Ticonderoga. El general Carleton, en lugar de embarcar a sus prisioneros de vuelta a Quebec, los devolvió al fuerte Ticonderoga bajo bandera de tregua. A su llegada, los hombres liberados fueron tan efusivos en su agradecimiento al general Carleton que fueron enviados a casa para prevenir la deserción de tropas.
Con el control del lago, los británicos desembarcaron tropas que ocuparon el fuerte Crown Point al día siguiente. Ahí permanecieron durante dos semanas, adentrando grupos de exploración hasta tres millas (4.8 km) del fuerte Ticonderoga. La temporada propicia para la batalla iba llegando a su fin cuando la primera nevada cayó el 20 de octubre, dificultando el tránsito de las vías de abastecimiento, de forma que el general Carleton decidió retirarse al norte, hacia los cuarteles de invierno; los planes de general Arnold para retrasar a sus enemigos había dado resultado. El Barón Friedrich Adolf Riedesel, al comando de los hessianos en el ejército del general Carleton, noto que: «si hubiésemos podido comenzar nuestra expedición cuatro semanas antes, con satisfacción vería que todo pudo haber terminado este año».
La campaña británica de 1777, liderada por el general John Burgoyne, fue detenida por las fuerzas continentales, algunas comandadas con vigor por el general Arnold, en las batallas de Saratoga. La subsecuente rendición del general Burgoyne preparó el terreno para la entrada de Francia a la guerra como aliado de los revolucionarios, en lo que se conoce como la alianza franco-estadounidense.
Los capitanes de las embarcaciones María, Inflexible, y Loyal Convert escribieron una carta criticando al capitán Pringle por hacer posible el escape del general Arnold, al fallar en bloquear adecuadamente el canal, así como por no haber sido más agresivo al dirigir la batalla. La carta aparentemente no causó ningún problema en la carrera del capitán Pringle ni en la los demás; tanto el como John Schank, capitán del Inflexible, recibieron el nombramiento de almirantes, al igual que el medio-oficial Pellew y el teniente Dacres. El general Carleton fue premiado por el Rey Jorge III con la Orden del Baño por el éxito obtenido en la Isla Valcour. El 31 de diciembre de 1776, un año después de la Batalla de Quebec, se celebró una misa en conmemoración del triunfo británico, y el general Carleton ofreció un gran baile.
La pérdida de los documentos de Benedict Arnold, a bordo del Royal Savage, tuvo posteriormente consecuencias importantes para su carrera. Por múltiples razones, el congreso ordenó un interrogatorio en relación con su conducta en la campaña de Quebec, que incluyó una detallada revisión a sus exigencias por una compensación. El interrogatorio sucedió a finales de 1779, cuando el general Arnold se encontraba en servicio en Filadelfia y recuperándose de severas heridas que recibió en Saratoga. El congreso encontró que el general debía dinero, al no poder presentar recibos por gastos que decía haber pagado de sus propios fondos. Además se encontraba negociando en secreto con los británicos un cambio de bando desde mayo de 1779, estas noticias contribuyeron a su decisión de renunciar a su comando en Filadelfia. Su siguiente comando lo realizó en West Point, el cual solicitó con la intención de facilitar su rendición a los británicos. Su plan fue descubierto en septiembre de 1780, cuando ya había huido con los británicos a la ciudad de Nueva York.

## Legado

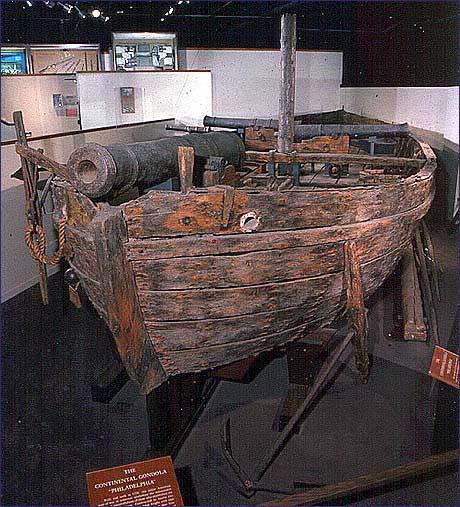
El cañonero USS Philadelphia fue recuperado en 1935.

En la década de 1930, Lorenzo Hagglund, veterano de la Primera Guerra Mundial y entusiasta de la historia, emprendió la búsqueda por los rastros de la batalla. En 1932 encontró los restos de la coraza del Royal Savage, que recuperó exitosamente en 1934. Resguardado por más de cincuenta años, los restos fueron vendidos por su hijo al Museo Nacional de la Guerra Civil. En marzo del 2009, los restos se encontraban en un garaje estatal en Harrisburg, Pensilvania. La ciudad de Plattsburgh, Nueva York, ha reclamado la propiedad de los restos, deseando que vuelvan al estado de Nueva York.
En 1935 Hagglund sumó a su descubrimiento del Royal Savage el de los restos del Philadelphia, asentados justo en el fondo del lago. Alzó la embarcación ese mismo año; y ahora se encuentra en exhibición en el Instituto Smithsoniano en Washington D. C.. El sitio de la batalla, la bahía Valcour, fue declarada un Sitio Histórico Nacional el primero de enero de 1961, y fue añadido al Registro Nacional el 15 de octubre de 1966.
En 1997 otra prístina ruina submarina fue ubicada durante un reconocimiento por parte del Museo Marítimo del lago Champlain. Dos años después fue identificado como el góndalo Spirfire; este sitio fue incluido dentro de la lista del Registro Nacional en el 2008, y ha sido nombrado parte del programa Save America's Treasures del gobierno de los Estados Unidos.

## Orden de la batalla
| Barco (tipo, cañones) | Comandante                                    | Notas                                                                                    |
| --- | --------------------------------------------- | ---------------------------------------------------------------------------------------- |
| Enterprise (sloop, 12) | James Smith                                   | Barco hospital Huyó.                                                                     |
| Royal Savage (goleta, 12) | David Hawley                                  | Encalló y fue incendiado el 11 de octubre.                                               |

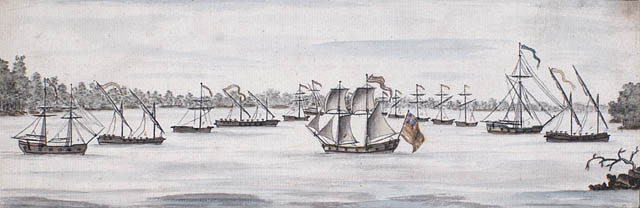
Dibujo contemporáneo en acuarela de la alineación de batalla de las fuerzas continentales. El dibujo es titulado: Naves armadas de Nueva Inglaterra en la bahía Valcour, lago Champlain [incluidas las embarcaciones Royal Savage, Revenge, Lee, Trumble, Washington, Congress, Philadelphia, New York, Jersey,. Connecticut, Providence, New haven, Spitfire, Boston, y la Liberty] bajo el comando del general Benedict Arnold.

| Trumbull (Galera de fila, 10) | Seth Warner (bandera izquierda, Wigglesworth) | Escapó. Conocido como Schuyler antes de zarpar. Llamado Trumble antes de zarpar.         |

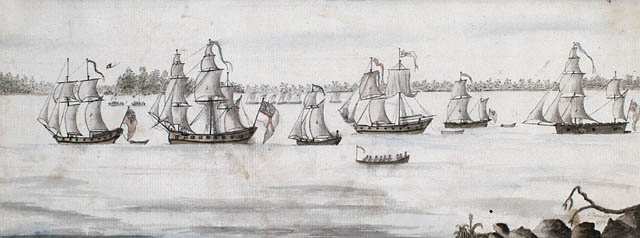
Dibujo contemporáneo en acuarela de la alineación de batalla de las fuerzas británicas, por Charles Randle. El dibujo es titulado: Las naves de Su Majestad en el lago Champlain, al comando del comodoro Thomas Pringle, de la Armada Real, Incluidas las embarcaciones H.M. Carleton, Inflexible, Maria, Convert, Thunderer, así como un bote largo y algunos cañoneros.

| Washington (galera de fila, 10) | John Thatcher (bandera derecha, Waterbury)    | Averiado el 11 de octubre. Capturado el 13 de octubre.                                   |
| Revenge (goleta, 8) | Isaac Seamon                                  | Escapó.                                                                                  |
| Congreso (galera de fila, 8) | James Arnold (flagship, Benedict Arnold)      | Encalló y fue incendiado el 13 de octubre.                                               |
| Lee (galera de fila, 6) | Capitán Daviss                                | Encalló el 13 de octubre. Recuperado por los británicos.                                 |
| Boston (gundalow, 3) | Capitán Sumner                                | Encalló y fue incendiado el 13 de octubre.                                               |
| Connecticut (gundalow, 3) | Joshua Grant                                  | Encalló y fue incendiado el 13 de octubre.                                               |
| Jersey (gundalow, 3) | Capitán Grimes                                | Abandonado Recuperado por los británicos. También conocido como New Jersey               |
| New Haven (gundalow, 3) | Samuel Mansfield                              | Encalló y fue incendiado el 13 de octubre.                                               |
| Nueva York (gundalow, 3) | Capitán Lee                                   | Su cañón explotó Escapó Llamado Success antes de zarpar.                                 |
| Filadelfia (góndalo, 3) | Benjamin Rue                                  | Hundido el 11 de octubre. Recuperado en 1935.                                            |
| Providence (gundalow, 3) | Isaiah Simonds                                | Hundido el 13 de octubre.                                                                |
| Spitfire (gundalow, 3) | Philip Ulmer                                  | Hundido el 12 de octubre cerca de la isla Schuyler; sitio de hundido localizado en 1997. |
| Descripciones de barcos y talantes (pero no capitanes) proporcionados en Silverstone (2006, pp. 15—16), a no ser que se ocupe distinto citaje. Los capitanes aparecen tal cual citados. |                                               |                                                                                          |

| Barco (tipo, cañones) | Comandante                                 | Notas                                                                                                |
| --- | ------------------------------------------ | --- |
| Inflexible (barco de aparejado cuadrado, 22) | John Schank                                | Participó en etapas tardías de la batalla.                                                           |
| Thunderer (ketch-radeau, 18) | George Scott                               | No participó en la acción principal.                                                                 |
| Maria (goleta, 14) | John Starke (flagship, Pringle y Carleton) | No participó en la acción principal.                                                                 |
| Carleton (Goleta, 12) | James Dacres                               | Averiado gravemente el 11 de octubre.                                                                |
| Loyal Convert (gundalow, 7) | Edward Longcroft                           | También llamado Real Convert o Loyal Consort                                                         |
| 28 cañoneros (cañonero, 1) | Desconocido                                | Uno fue destruido el 11 de octubre; muchos otros se averiaron, dos se perdieron después de la acción |
| Descripciones de barcos y los talantes son de Nelson (2006), p. 33. Nótese que en los principios tempranos de la Armada de los EE. UU. no había un método estándar para referirse a sus barcos hasta 1907, cuándo el presidente Theodore Roosevelt emitió la Orden Ejecutiva 549 el 8 de enero declarando que todo barcos de la armada debía ser referido como: «El nombre de tal barco, precedido por las palabras: Barco de los Estados Unidos, o las letras U.S.S., y por ningún otra palabra o letra». |                                            | |